# Свети Йоан Предтеча (Рахони)
„Свети Йоан Предтеча“ (на гръцки: Ιερός Ναός Τιμίου Προδρόμου) е възрожденска православна църква край село Рахони (Вулгаро), в северозападната част на остров Тасос, Гърция, част от Филипийската, Неаполска и Тасоска епархия на Вселенската патриаршия.
Църквата е построена на 3 km югоизточно от старото село Вулгаро. Построена е на мястото на раннохристиянска базилика – в зидарията са използвани различни архитектурни елементи от стария храм. Принадлежала е на светогорския манастир Дионисиат. Край храма има монашеска киля.
Най-старото писмено сведение за храма е от 15 април 1863 година, когато Йанис Димитриу продава на иконома Исихий в село Вулгаро, „килия, близо край която има вода“. В храма няма ктиторски надпис и вероятно е строен с разрешение за ремонт на старата църква. Последната архитектурна интервенция е на покрива от април 1963 година с дарение на Василиос Возикис. Тогава стените са издигнати с около 0,30 m.
В архитектурно отношение храмът е компактна кръстовидна църква с овален купол, обхванат от четиристранен покрив. Външните размери са 5,50 m на 9,05 m, площта е 49,78 m2, а дебелина на стените е 68 cm. Куполът лежи върху четири сводести арки. Входната врата е на южната стена и е двойна, дървена. Подпорите произхождат от раннохристиянска църква. В храма се влиза по две вюншни и две вътрешни стъпала. Иконостасът е дъсчен с две врати и пет царски икони – „Възкресение Христово“, „Успение Богородично“, „Исус Христос“, „Свети Йоан Предтеча“ и „Свети Василий Велики“. Над тях частта с дванадесетте велики празника е наклонена напред, а над нея е кръстът. Апсидата е полукръгла с широка база и с вентилационен отвор. Тя се простира до стените на север и на юг. В предната част на апсидата има раннохристиянски колони с улеи. Отвън апсидата е скрита. На южната и северната стена има по един малък прозорец с решетки. Подът е покрит с плочи. Покрай стените на север и на юг са поставени дървени пейки, които почиват върху каменната основа. На източната стена има декорация с тухлена зидария: кръст, увенчан с лък. Днес църквата е покрита с керемиди.